# Giulio Casale
Giulio Casale (Treviso, 13 marzo 1971) è un cantautore, musicista, attore e scrittore italiano.

## Biografia
Nel 1990, dopo la maturità classica, intraprende studi di filosofia teoretica all'università di Venezia. Dopo aver abbandonato la carriera sportiva (giocava a basket nella Benetton di Treviso), scrive testi e impara a suonare la chitarra da autodidatta; nel 1991 fonda gli Estra, un gruppo rock che ben presto saprà imporsi all'attenzione di pubblico e critica. Negli anni successivi sviluppa un percorso artistico che si snoda su diversi fronti (scrittore, attore, musicista) e lo porta a ricevere prestigiosi riconoscimenti.

## Carriera musicale: Estra
La formazione degli Estra comprende Giulio Casale alla voce, Eddy Bassan al basso, Nicola “Accio” Ghedin alla batteria e Abe Salvadori alla chitarra. Dopo due demo autoprodotte apparse tra il 1992 e il 1993, gli Estra pubblicano quattro album di studio con CGD East West / Warner Music: "Metamorfosi" (1996), "Alterazioni" (1997), "Nordest Cowboys" (1999), "Tunnel Supermarket" (2001). Nel 2003 esce per Mescal / Sony Music il doppio album dal vivo "A conficcarsi in carne d'amore". Partecipano a vari eventi, tra cui il Tora! Tora! Festival e Arezzo Wave, collaborano con Vinicio Capossela, Massimo Bubola, partecipano a innumerevoli festival e manifestazioni (tra cui il Concerto del Primo Maggio a Roma) e organizzano tournée molto apprezzate. Gli Estra cessano di fatto la loro attività nel 2003, anche se un decennio dopo affermeranno di non essersi mai veramente sciolti.
Sul finire del 2013 inizia a circolare insistentemente la voce di un possibile ritorno del gruppo sulle scene, dieci anni dopo l'ultimo concerto; Giulio Casale non smentisce l'ipotesi: dichiara sulla sua pagina ufficiale su Facebook che ciò potrebbe accadere già nella primavera/estate 2014. Nell'aprile 2014 si concretizza un tour che tocca Treviso, Milano, Firenze e Roma. La reunion degli Estra si concluderà il 9 agosto 2015 con la partecipazione a Suoni di Marca nella città di Treviso.

## Carriera musicale: Giulio Casale solista
Giulio Casale comincia presto ad affiancare un percorso solista all'attività con la band. Tra le altre cose, è autore di testi per altri artisti: tra questi, Sergio Cammariere, Patrizia Laquidara e Cesare Malfatti. Fin dai tempi degli Estra, i testi dei suoi brani sono ispirati al vivere quotidiano e connotati di elementi simbolici; il loro taglio spesso introspettivo, quasi esistenzialista, procura a Giulio Casale la fama di "poeta rock".
Nell'autunno 2002 pubblica con Artes Records l’album “sullo Zero”, per la produzione esecutiva di Federico Sparano. È un documento dal vivo dei concerti-reading basati sull’omonimo libro da lui scritto. All’album vengono assegnati due riconoscimenti: il Premio Mariposa 2002 e la Targa Premio Grinzane Cavour 2003.
Il 13 maggio 2005 viene pubblicato l’album “In fondo al blu”, (Artes Records, produzione esecutiva di Federico Sparano), che fa da base a uno spettacolo di teatro-canzone denominato “Illusi d'esistenza”, con la regia di Roberto Citran.
Nel 2010, Giulio Casale contribuisce con la canzone “La mia realtà” al film “La Banda dei Babbi Natale” di Aldo, Giovanni e Giacomo. Il brano viene scelto per accompagnare i titoli di coda.
Nel 2012 esce per Novunque l’album “Dalla parte del torto”, con la produzione artistica di Giovanni Ferrario.
Nel 2014 Promomusic pubblica “Le cattive strade”, contenente i brani tratti dall’omonimo spettacolo realizzato con Andrea Scanzi.
Nel 2017 collabora con Lorenzo Tomio alla realizzazione di un nuovo album previsto per il 2018. L’album viene annunciato con la pubblicazione dell’EP “Cinque anni”, che avviene l’1/12/2017.
Il 9 novembre 2018 esce il nuovo singolo "Un giorno storico" (prod. artistica di Lorenzo Tomio), che annuncia l'uscita del nuovo album di inediti "Inexorable".
"Inexorable" esce l'11 gennaio 2019 per l'etichetta discografica Vrec Music Label, in vinile, CD e formato digitale. La versione in vinile contiene due bonus track, per un totale di tredici brani, rispetto a quella su CD. Il disco viene lanciato dall' "Inexorable Tour 2019", che prende il via lo stesso giorno della pubblicazione. L'album è prodotto artisticamente in gran parte da Lorenzo Tomio, con alcuni contributi di Alessandro Grazian, che cura anche gli arrangiamenti dei concerti, proposti alternativamente in formazione a trio, quartetto o duo.
Nel mese di settembre 2019, il brano "Soltanto un video" che apre "Inexorable" vince il premio di Rock Targato Italia come miglior singolo dell'anno.
Il 3 luglio 2020 esce il primo live della sua carriera solista intitolato "Bootleg #3": il disco, pubblicato da Vrec Music Label, è presente negli store digitali e in una versione CD (limited edition) numerata e reperibile solamente tramite i canali ufficiali dell'artista e dell'etichetta. Nell'album emergono le diverse anime dell'artista. In particolare si manifesta un'inedita vena a metà tra il jazz e lo sperimentale grazie alla collaborazione con Nicola Alesini.

## Carriera letteraria
Nel 2000 Giulio Casale pubblica, presso Papergraf e sotto la supervisione di Pike Borsa, il libro di poesie “sullo Zero”, i cui leitmotiv sono il tema dell'assenza (intesa come vuoto esistenziale) e quello dell'immersione nella natura, nel tentativo di radicarsi nella terra-madre per resistere alle devastazioni del paesaggio e all'invasione tecnologica.
Le poesie contengono rimandi evidenti ai temi sviluppati dagli Estra in “Nordest Cowboys” (prodotto dall'americano Jim Wilson e considerato da più parti il loro capolavoro), che denunciava le storture provocate dal miracolo economico del nord-est. Dopo una serie di pubbliche letture, accompagnate da canzoni eseguite alla chitarra acustica, prende forma un vero e proprio concerto-reading.
Nel 2006 esce per Arcana Edizioni “Se ci fosse un uomo – gli anni affollati del Signor Gaber", un itinerario tra i pensieri e le parole del “Signor G” (album del 1970) fino agli ultimi dischi realizzati in studio. L'autore alterna l'analisi filologica e musicale, condita di spunti filosofici, al tono intimo di chi cerca in Gaber l'uomo e l'amico.
Sempre nel 2007, Arcana Edizioni pubblica "Dark Angel, i testi di Jeff Buckley", scritto da Casale in collaborazione con Luca Moccafighe.
Nel 2008 debutta come narratore, con un libro intitolato "Intanto corro" (Garzanti), che nel 2009 si classifica primo ex aequo nella sezione opere prime al XIV premio letterario Frignano. La quarta di copertina recita: “Sono schegge di vita, immerse nella realtà oppure abbagliate dal sogno o dall'ossessione. Sono immagini e personaggi che si aprono alla narrazione, e ci invitano a riflettere sul nostro corpo, sul nostro rapporto con gli altri, sul tempo e sui luoghi, su quello che va oltre il nostro orizzonte, oltre i suoi limiti. Sono canzoni e sono poesia. Sono fulminanti esercitazioni filosofiche che partono dai particolari per esplorare il ricco panorama dell'esistenza. Sono la rivelazione di un attimo, che sconvolge il corso del tempo e può restituire senso a un destino intero.”
Nel 2014, Tagete Edizioni ripubblica “sullo Zero”, con l'aggiunta di "altre #9 poesie e un’inutile (e volgare) invettiva”.

## Carriera teatrale
Giulio Casale intraprende un nuovo percorso artistico teatrale partecipando, nel luglio 2004, al Festival Teatro Canzone Giorgio Gaber che si svolge a Viareggio. Nell'autunno porta in teatro a Milano Polli di allevamento, il testo di Giorgio Gaber e Sandro Luporini originariamente rappresentato nella stagione teatrale 1978/1979: forse la più provocatoria delle pièces gaberiane, incentrata sui temi del conformismo, delle nevrosi, delle insicurezze dell'uomo contemporaneo. Dalla scomparsa di Gaber, è la prima ri-proposta di questo spettacolo. "Polli di allevamento" attraversa molti teatri italiani, procurando a Casale il Premio Enriquez per il miglior spettacolo teatrale del 2007.
Nel 2008 va in scena "Formidabili quegli anni", tratto dall’omonimo libro di Mario Capanna: si tratta di uno spettacolo sul '68, nel corso del quale i momenti musicali-cantati più significativi dell'epoca si alternano alla prosa. Sfilano così composizioni di Jacques Brel, Fabrizio De André, Luigi Tenco, Francesco Guccini, Francesco De Gregori, Boris Vian nonché dello stesso Casale.
Il 15 novembre 2009 debutta nella trasmissione di Fabio Fazio "Che tempo che fa". Il 16, allo Strehler-Piccolo Teatro di Milano, si tiene la prima nazionale di "Canzone di Nanda", spettacolo dedicato a Fernanda Pivano, amica di Casale scomparsa pochi mesi prima, per la regia di Gabriele Vacis. Lo spettacolo rappresenta un adattamento scenico dei "Diari 1917-1973", nel quale s’inseriscono i racconti originali che la Pivano fece a Casale negli anni della loro frequentazione, nonché rievocazioni di artisti legati alla beat generation o di maestri di Nanda (Pavese, Calvino).
Il 24 aprile 2010, a Treviso, ha luogo la prima di un nuovo spettacolo, "The beat goes on". È l'ideale prosecuzione di "Canzone di Nanda”: un lungo medley di canzoni che diventa viaggio; parte dall'America degli anni '50 e attraversa le opere di poeti, scrittori e musicisti, passando attraverso differenti generi musicali, fino ad arrivare ai brani più melodici di Casale e degli Estra. Sempre a Treviso, il 2 ottobre, si svolge, con data unica, “La vita altrove” uno spettacolo dedicato a Gino Rossi, grande pittore del primo '900 che rimase internato in manicomio per gran parte della propria vita. L’evento rappresenta una riflessione, che passa anche attraverso il linguaggio musicale e canoro, sulla solitudine e l'esilio dell'artista, spesso considerato come diverso, se non pazzo. Particolarmente intensa la recitazione in inglese del "Kaddish" di Allen Ginsberg, una sorta di orazione funebre composta dal poeta beat per la propria madre, che conobbe la depressione e il manicomio.
Dal 2012 è in tour nei teatri italiani con Andrea Scanzi nello spettacolo "Le cattive strade" (scritto da Andrea Scanzi e Giulio Casale) dove viene ripercorsa la carriera di Fabrizio De André, raccontando gli snodi del percorso artistico del poeta e cantautore ligure. Alla narrazione di Scanzi si alternano le interpretazioni di Casale, che riesce a rendere proprio con rispetto ed eclettismo il repertorio di De André. L'incontro teatrale, che racconta anche il De André meno noto, non desidera santificare l'artista. Al contrario, "Le cattive Strade" racconta, senza agiografie ma con passione, le continue rivoluzioni e le poderose intuizioni di un intellettuale inquieto, scomodo e irripetibile. Lo spettacolo contempla anche la proiezione di filmati originali di Fabrizio De André.
Poco prima del Natale 2015 Giulio Casale presenta al teatro Out Off di Milano “Abbiamo Tempo”, uno spettacolo solista in cui alterna brani musicali a letture e parti recitate, nella tradizione del teatro-canzone.
All’inizio del 2016 va in scena “Sogno di un’Italia – 1984-2004 Vent’anni senza andare mai a tempo”. Lo spettacolo, sempre di Andrea Scanzi e Giulio Casale, ripercorre i momenti salienti di un ventennio di storia nazionale, interrogandosi su come sia stato possibile che certi cambiamenti non siano avvenuti. Lo spettacolo riprende la formula che vede Scanzi nella veste di narratore e Casale nel ruolo di cantore: vengono recuperati brani musicali caratteristici del periodo che si alternano a proiezioni di video di repertorio. Lo spettacolo riscuote notevole successo e porta il duo su alcuni dei palcoscenici più prestigiosi della Nazione.
Nel mese di ottobre 2016, va in scena ad Agliano Terme la prima di “Vino Canzoni e Illuminazioni”, uno spettacolo a tema che parla del vino e del suo ruolo nella cultura e nell’arte.
Nel 2018 debutta "Lampi", una produzione della Compagnia Teatrale Stregatti di Alessandria basata su testi di Anton Čechov, che vede Giulio Casale nel ruolo di co-protagonista.
All'inizio di agosto 2019 prende il via la tournée de "Le notti bianche", adattamento teatrale dell'omonimo romanzo di Fëdor Dostoevskji realizzato da Giulio Casale. Lo spettacolo vede la partecipazione in scena di Giulia Briata, la regia di Marta Dalla Via. La colonna sonora, che comprende alcuni brani contenuti nell'album "Inexorable" (2019), viene curata da Alessandro Grazian. La produzione è di Corvino Produzioni e Catalyst.

## Discografia

### Album (con gli Estra)
| Anno | Titolo                                                         | Etichetta      |
| 1992 | Mentre il mondo era fuori                                      | Autoproduzione |
| 1993 | L’Assedio N°2                                                  | Autoproduzione |
| 1996 | Metamorfosi                                                    | CGD East West  |
| 1997 | Alterazioni                                                    | CGD East West  |
| 1999 | Nordest Cowboys                                                | CGD East West  |
| 2000 | Signor Jones EP                                                | CGD East West  |
| 2001 | Tunnel Supermarket                                             | CGD East West  |
| 2003 | A conficcarsi in carne d’amore (Live + tre inediti, doppio CD) | Mescal         |
| 2014 | Veleno che resta (singolo)                                     | Ponderosa      |
| 2014 | Kamikaze politico (singolo)                                    | Ponderosa      |

### Album
| Anno | Titolo                                                                             | Etichetta                     |
| 2002 | Sullo zero – concerto reading                                                      | Artes Records / Mescal / Sony |
| 2005 | In fondo al blu                                                                    | Artes Records / Mescal / Sony |
| 2006 | In fondo al blu (nuova edizione contenente “Se non hai che l’amore”)               | Artes Records / Mescal / Sony |
| 2009 | La canzone di Nanda                                                                | Agidi                         |
| 2010 | La mia realtà (singolo, dalla colonna sonora del film “La Banda dei Babbi Natale”) | Agidi / Backstage             |
| 2012 | Dalla parte del torto                                                              | Novunque                      |
| 2014 | Le Cattive Strade (Giulio Casale canta De André)                                   | Promomusic                    |
| 2017 | Cinque anni (EP)                                                                   | bEst                          |
| 2019 | Inexorable                                                                         | Vrec Music Label              |
| 2020 | Bootleg #3                                                                         | Vrec Music Label              |

### Opere
| Anno | Titolo                                                          | Etichetta          |
| 2000 | sullo Zero                                                      | Edizioni papergraf |
| 2006 | Se ci fosse un uomo – gli anni affollati del Signor Gaber       | Arcana Libri       |
| 2007 | Dark Angel, i testi di Jeff Buckley                             | Arcana Libri       |
| 2008 | Intanto corro                                                   | Garzanti           |
| 2014 | sullo Zero – altre #9 poesie e un'inutile (e volgare) invettiva | Tagete Edizioni    |

### Teatro
| Anno                 | Titolo                               | Autori                                                            |
| 2000÷2003, 2014÷2015 | sullo Zero                           | G. Casale                                                         |
| 2005÷2006            | Illusi d’esistenza                   | G. Casale regia di R. Citran                                      |
| 2006÷2008, 2015÷2016 | Polli di allevamento                 | G. Gaber, S. Luporini regia di G. Gaber ripresa da G. Casale      |
| 2008                 | Ora o mai più                        | G. Casale                                                         |
| 2008÷2009            | Formidabili quegli anni              | G. Casale dal libro di M. Capanna regia di E. Russo               |
| 2009                 | Intanto corro                        | G. Casale                                                         |
| 2008÷2010            | La Canzone di Nanda                  | G. Casale dai “Diari” di F. Pivano regia di G. Vacis              |
| 2010÷2011            | The Beat Goes On                     | G. Casale                                                         |
| 2012÷2013            | La Febbre                            | G. Casale regia di F. Bartellini                                  |
| 2012                 | Pierino e il Lupo                    | S. Prokofiev testo di G. Casale                                   |
| 2013÷2015            | Le Cattive Strade (De André)         | G. Casale, A. Scanzi                                              |
| 2014                 | Modì (Amedeo Modigliani)             | G. Casale                                                         |
| 2014                 | Dalla parte del Torto (Dino Campana) | G. Casale                                                         |
| 2016÷2017            | Il Sogno di un’Italia (1984/2004)    | G. Casale, A. Scanzi                                              |
| 2016÷2017            | Vino Canzoni e Illuminazioni         | G. Casale                                                         |
| 2018                 | Lampi                                | da A. Čechov Compagnia Teatrale Stregatti                         |
| 2019                 | Le notti bianche                     | da Fëdor Dostoevskij G. Casale, G.Briata regia di Marta Dalla Via |

## Riconoscimenti
- Premio Mariposa (PA) per il libro “Sullo Zero” (2002)
- Targa Grinzane Cavour Musica (CN) per l’album “sullo Zero – concerto reading” (2003)
- Premio Speciale Attore “Premio Enrique” (Sirolo, AN) per l’interpretazione in “Polli di allevamento” (2007)
- Premio letterario “Frignano – Opera Prima” per il volume di racconti “Intanto Corro” (2009)
- Premio “Lunezia – La canzone a Teatro” per lo spettacolo “La Canzone di Nanda” (2010)
- Premio “Lunezia – Città di Carrara” per l’album “Dalla parte del torto” (2012)
- Targa "Artista per la mente" per la sensibilità ai temi della salute mentale (2019)
- Premio Rock Targato Italia come miglior singolo per il brano "Soltanto un video” (2019)